# مالكوم براون (سياسي)
مالكوم براون (بالإنجليزية: Malcolm Brown)‏ هو سياسي أسترالي، ولد في 1881، وتوفي في 29 أغسطس 1939. انتخب عضو الجمعية التشريعية نيو ساوث ويلز.